# Sowjetarmee-Pokal 1956
Der Sowjetarmee-Pokal 1956 war die 16. Austragung des Pokalwettbewerbs im Fußball in Bulgarien. Pokalsieger wurde DSO Dinamo Sofia. Das Team setzte sich im Finale gegen ASK Botew Plowdiw durch.

## Modus
In allen Runden wurde der Sieger in einem Spiel ermittelt. Stand es nach der regulären Spielzeit von 90 Minuten unentschieden, kam es zur Verlängerung von zweimal 15 Minuten. Falls danach immer noch kein Sieger feststand, wurde das Spiel wiederholt.

## Teilnehmer
| - DSO Akademik Swischtow - ASK Botew Plowdiw - DSO Dinamo Sofia - DSO Lokomotive Kolarowgrad - DFS Lokomotive Plowdiw - DSO Lokomotive Burgas - FD Lokomotive Sofia - DSO Minjor Dimitrowo - Sawod Woroschilow Sofia | - Sawod 12 Sofia - SKNA Blagoewgrad - SKNA Russe - SKNA Stalin - DSO Spartak Plewen - DSO Spartak Plowdiw - DSO Spartak Sofia - DSO Spartak Stalin | - DSO Torpedo Dimitrowgrad - DSO Torpedo Russe - DSO Tscherweno sname Pawlikeni - Sawod Stalin Dimitrowo - GUTP-DSO Udarnik Sofia - DSO Udarnik Stara Sagora - Urazhay Tarnawa - ZDNA Sofia |

## 1. Runde
|                                | Ergebnis  |                                 |
| ------------------------------ | --------- | ------------------------------- |
| Urozhay Tarnawa                | 1:0       | Sawod Kliment Woroschilow Sofia |
| DSO Spartak Stalin             | 1:0       | SKNA Russe                      |
| SKNA Stalin                    | 1:3 n. V. | DSO Dinamo Sofia                |
| DSO Akademik Swischtow         | 1:0       | DSO Spartak Plewen              |
| DSO Udarnik Stara Sagora       | 4:0       | DSO Lokomotive Burgas           |
| DOS Torpedo Dimitrowgrad       | 1:3       | DFS Lokomotive Plowdiw          |
| Sawod Stalin Dimitrowo         | 3:0       | SKNA Blagoewgrad                |
| DSO Torpedo Russe              | 1 3:0 1   | DSO Lokomotive Kolarowgrad      |
| DSO Tscherweno sname Pawlikeni | 1:1 n. V. | DSO Spartak Sofia               |

### Wiederholungsspiel
|                                | Ergebnis |                   |
| ------------------------------ | -------- | ----------------- |
| DSO Tscherweno sname Pawlikeni | 0:1      | DSO Spartak Sofia |

## Achtelfinale
|                          | Ergebnis  |                        |
| ------------------------ | --------- | ---------------------- |
| DSO Dinamo Sofia         | 2:1 n. V. | Sawod Stalin Dimitrowo |
| DSO Torpedo Russe        | 1:0       | Sawod 12 Sofia         |
| DSO Spartak Stalin       | 2:0       | DSO Minjor Dimitrowo   |
| DSO Udarnik Stara Sagora | 1:2 n. V. | ASK Botew Plowdiw      |
| DSO Akademik Swischtow   | 0:1       | DSO Spartak Stalin     |
| Urazhay Tarnawa          | 0:3       | DSO Spartak Plowdiw    |
| FD Lokomotive Sofia      | 3:2       | GUTP-DSO Udarnik Sofia |
| DFS Lokomotive Plowdiw   | 0:0 n. V. | ZDNA Sofia             |

### Wiederholungsspiel
|                        | Ergebnis |            |
| ---------------------- | -------- | ---------- |
| DFS Lokomotive Plowdiw | 2:3      | ZDNA Sofia |

## Viertelfinale
|                    | Ergebnis  |                     |
| ------------------ | --------- | ------------------- |
| ASK Botew Plowdiw  | 1:0 n. V. | DSO Spartak Plowdiw |
| DSO Dinamo Sofia   | 3:1       | DSO Torpedo Russe   |
| DSO Spartak Stalin | 0:1       | FD Lokomotive Sofia |
| ZDNA Sofia         | 1:0       | DSO Spartak Stalin  |

## Halbfinale
|                   | Ergebnis |                     |
| ----------------- | -------- | ------------------- |
| DSO Dinamo Sofia  | 1:0      | FD Lokomotive Sofia |
| ASK Botew Plowdiw | 2:1      | ZDNA Sofia          |

## Finale
| Paarung           | DSO Dinamo Sofia – ASK Botew Plowdiw |
| Ergebnis          | 5:2 (3:2) |
| Datum             | 18. November 1956 |
| Stadion           | Wassil-Lewski-Stadion, Sofia |
| Zuschauer         | 40.000 |
| Schiedsrichter    | Georgi Christo |
| Tore              | 1:0 Iwan Atanasow (18., Eigentor) 2:0 Christo Iliew (21.) 2:1 Schiwko Karadalijew (24.) 3:1 Dimitar Jordanow (37.) 3:2 Iwan Sotirow (44.) 4:2 Christo Iliew (69.) 3:2 Iwan Georgiew (77.)                                   |
| DSO Dinamo Sofia  | Iwan Derwenzki – Petar Dontschew, Blagoj Filipow, Boris Apostolow – Jontscho Arsow, Zwetan Zwetanow – Dimo Petschenikow, Pejo Peew, Dimitar Jordanow, Iwan Georgiew, Christo Iliew Cheftrainer: Georgi Patschedschiew       |
| ASK Botew Plowdiw | Georgi Kekemanow – Rajno Panajotow, Dimitar Rajkow, Iwan Atanasow – Aleksandar Bachtschewandschiew , Iwan Delew, Rangel Rangelow, Iwan Sanew, Iwan Sotirow, Schiwko Karadalijew, Angel Popangelow Cheftrainer: Georgi Genow |